# Уасилла
Уаси́лла (англ. Wasilla) — город, расположенный в боро Матануска-Суситна (штат Аляска, США) с населением 7831 человек по данным переписи 2010 года.
В Уасилле была выведена порода собак «Аляскинский кли-кай».

## География
По данным Бюро переписи населения США город Уасилла имеет общую площадь в 32,12 квадратных километров, из которых 30,3 кв. километров занимает земля и 1,81 кв. километров — вода. Площадь водных ресурсов города составляет 5,64 % от всей его площади.
Город Уасилла расположен на высоте 104 метра над уровнем моря.
Климат в городе Уасилла умеренно-холодный. В течение года выпадает значительное количество осадков, даже во время засушливых месяцев. По классификации климатов Кёппена — влажный континентальный климат с тёплым летом (индекс Dfb). Среднегодовая температура — 1.9 °C, среднегодовая норма осадков — 429 мм.
| Показатель                    | Янв.  | Фев.  | Март  | Апр. | Май  | Июнь | Июль | Авг. | Сен. | Окт.  | Нояб. | Дек. | Год  |
| ----------------------------- | ----- | ----- | ----- | ---- | ---- | ---- | ---- | ---- | ---- | ----- | ----- | ---- | ---- |
| Абсолютный максимум, °C       | 5,1   | 4,8   | 7,7   | 12,5 | 18,7 | 21,8 | 23,6 | 22,1 | 16,9 | 8,7   | 5,2   | 1,9  | 23,6 |
| Средний суточный максимум, °C | −5    | −2    | 2,0   | 8,0  | 15,0 | 19,0 | 20,0 | 19,0 | 14,0 | 5,0   | −1    | −5   | 7,0  |
| Средняя температура, °C       | −9,9  | −7,2  | −3,7  | 2,0  | 7,9  | 12,1 | 14,3 | 13,0 | 8,6  | 1,0   | −6,3  | −8,9 | 1,9  |
| Средний суточный минимум, °C  | −14   | −12   | −8    | −2   | 2,0  | 6,0  | 9,0  | 7,0  | 3,0  | −3    | −10   | −14  | −3   |
| Абсолютный минимум, °C        | −23,6 | −22,1 | −16,7 | −9,6 | 0,5  | 5,2  | 7,8  | 6,5  | −0,9 | −10,4 | −18,6 | −24  | −24  |
| Норма осадков, мм             | 21    | 21    | 16    | 15   | 21   | 41   | 61   | 67   | 68   | 43    | 27    | 28   | 429  |
| Источник: ,                   |       |       |       |      |      |      |      |      |      |       |       |      |      |

## Население
- Расовый состав: европеоидная 85,46 %, негроидная 0,59 %, американоидная 5,25 %, монголоидная 1,32 %, австралоидная 0,13 %, прочие 1,32 %, две и больше рас 5,94 %.
- Возраст населения: 33,6 % менее 18 лет, 10,0 % 18—24 года, 30,7 % 25—44 лет, 19,0 % 45—64 лет и 6,7 % более 65 лет.

## Галерея

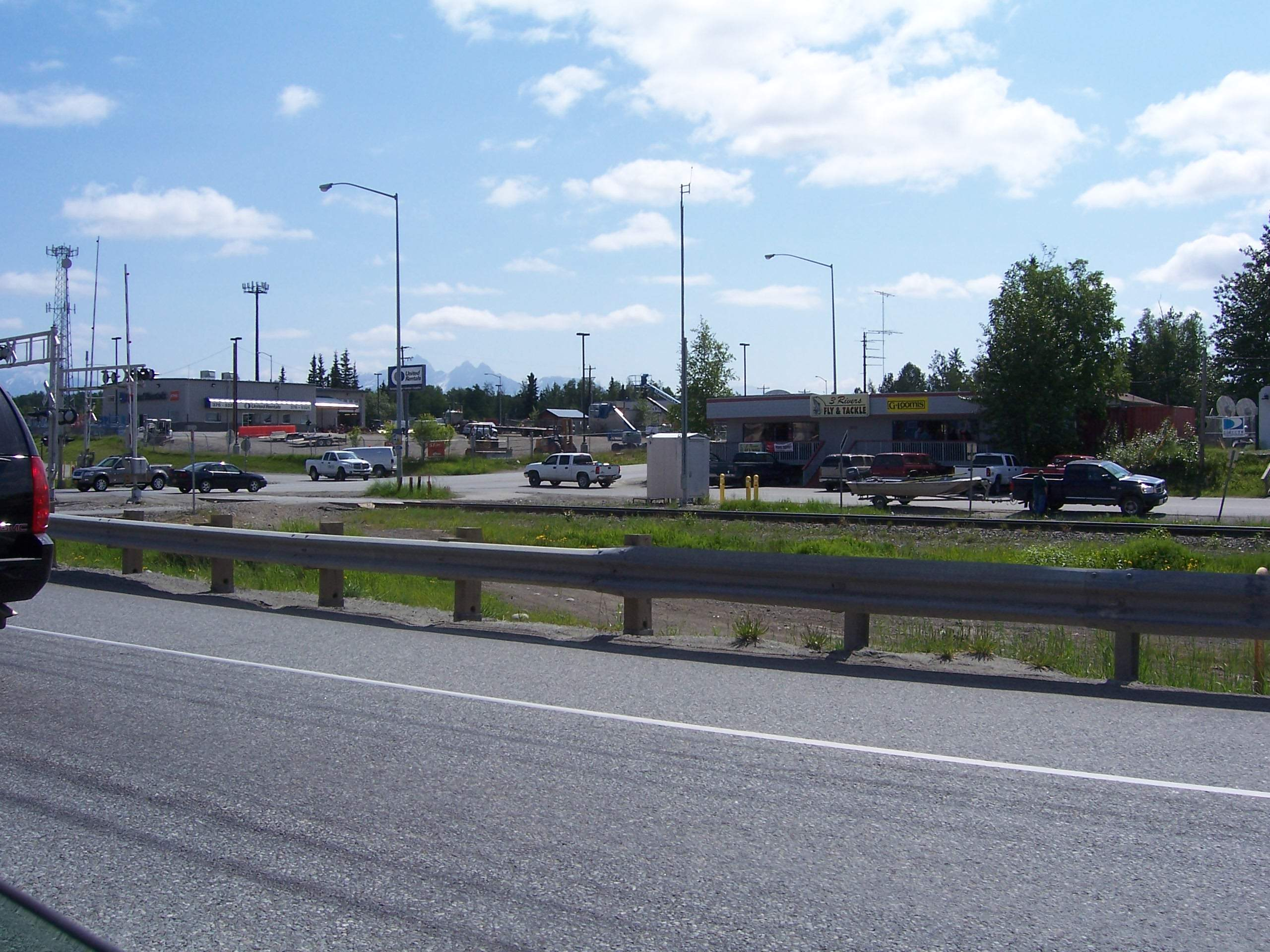
Главная улица города
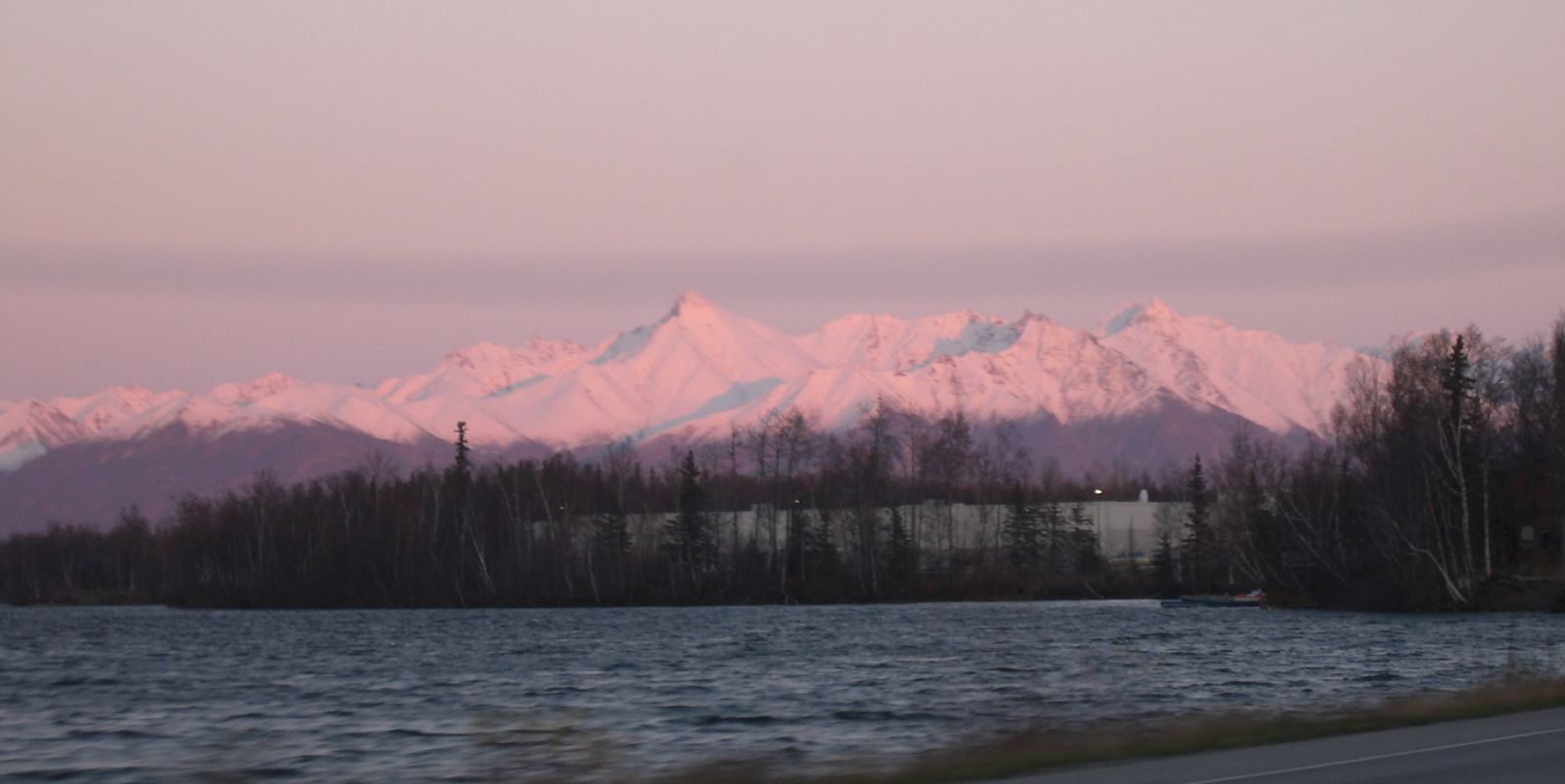
Горы вокруг города
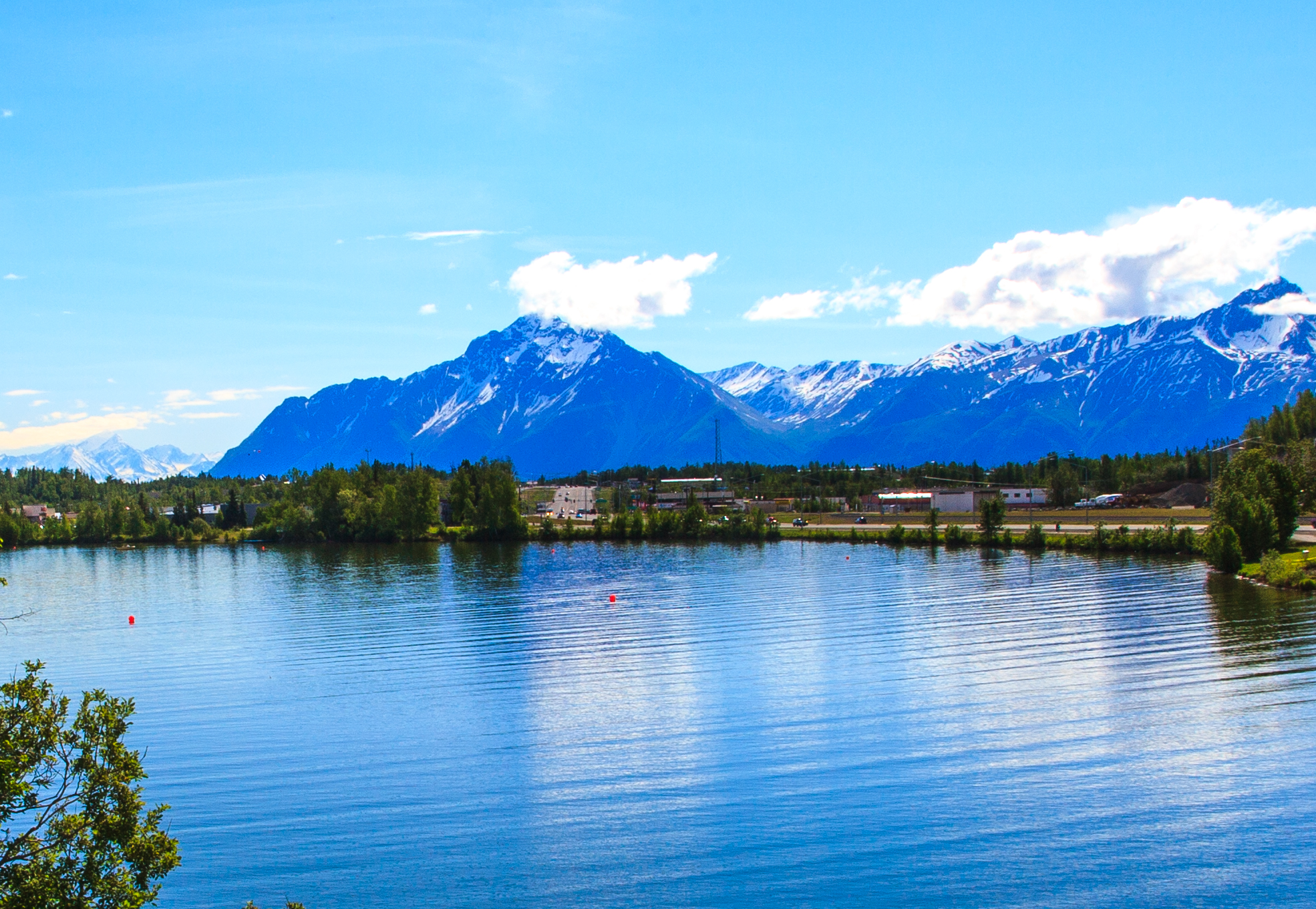
Озеро Уасилла в пределах города